# Operace Silver A
Operace Silver A byl krycí název zvláštní výsadkové operace připravené druhým (zpravodajským) oddělením Ministerstva národní obrany exilové československé vlády v Londýně. Byla to čtvrtá operace v první vlně výsadků v rámci zvláštní skupiny D při exilovém MNO.

## Úkoly operace
Úkolem této operace bylo vysazení speciálně vyškolených parašutistů na území Protektorátu k zajištění rádiového spojení s Londýnem. K tomu byli vybaveni vysílačkou typu Mk.VI C s krycím názvem Libuše. Druhým úkolem operace bylo vytvoření střediska, které by koordinovalo činnost dalších vysazených parašutistů. Nejdůležitějším úkolem skupiny však bylo kontaktovat št. kpt. Morávka z odbojové organizace Obrana národa (Tři králové) a jeho prostřednictvím řízený zdroj v Abwehru agenta A-54, Paula Thümmela, což byl nejdůležitější německý informátor zpravodajského oddělení exilové československé vlády během 2. světové války.

## Členové výsadku Silver A

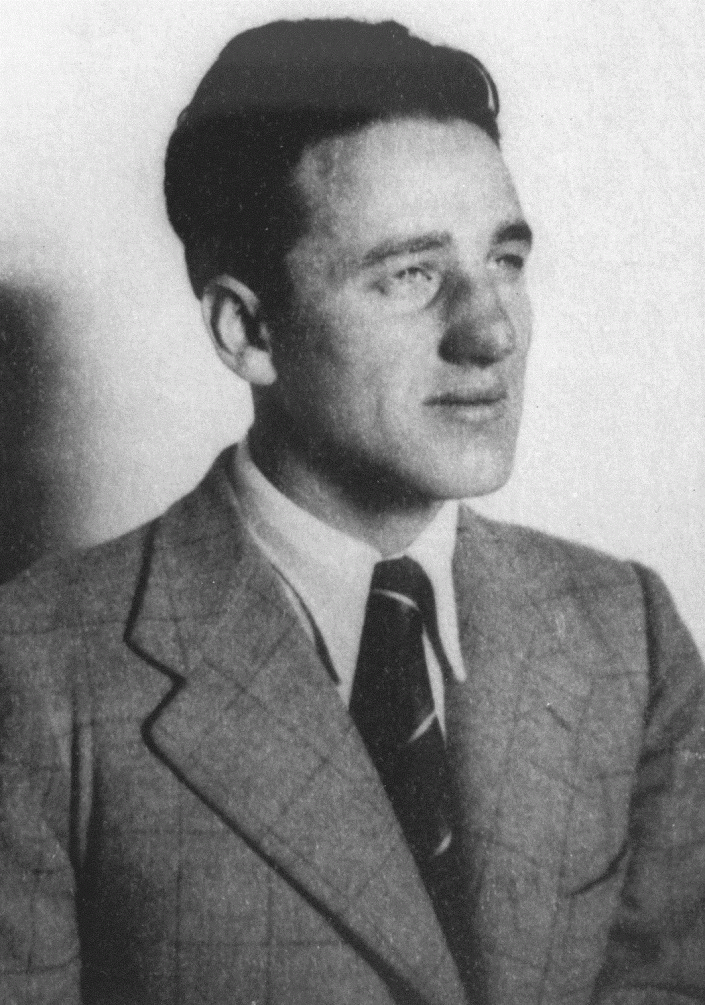
Nadporučík Alfréd Bartoš Velitel skupiny
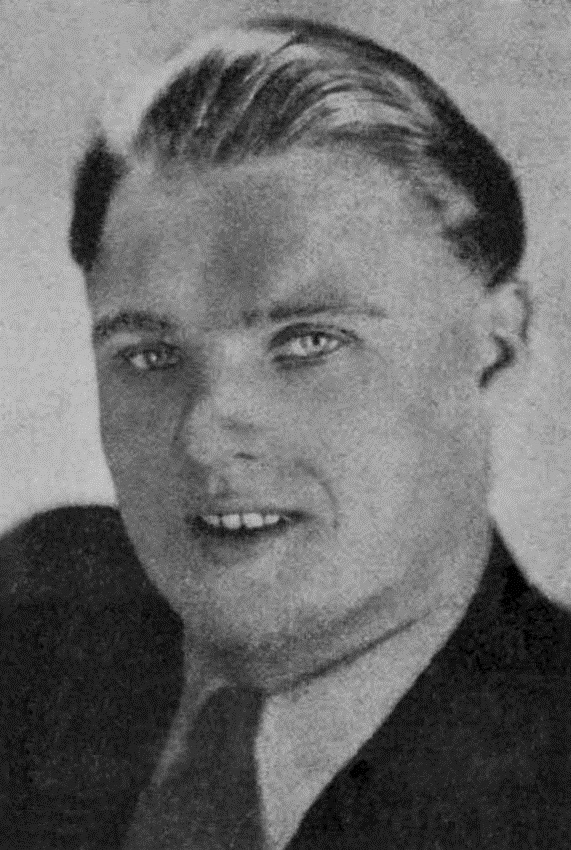
Rotmistr Josef Valčík Zástupce velitele
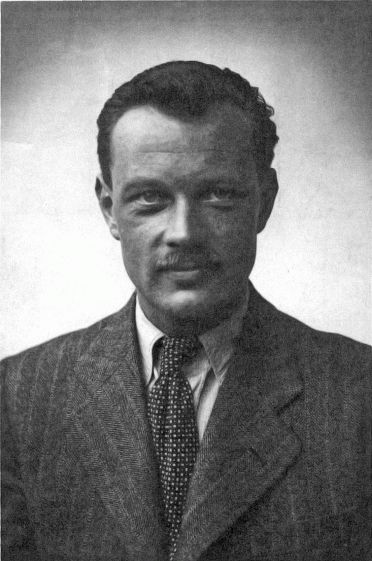
Četař Jiří Potůček Šifrant a radista

## Průběh operace

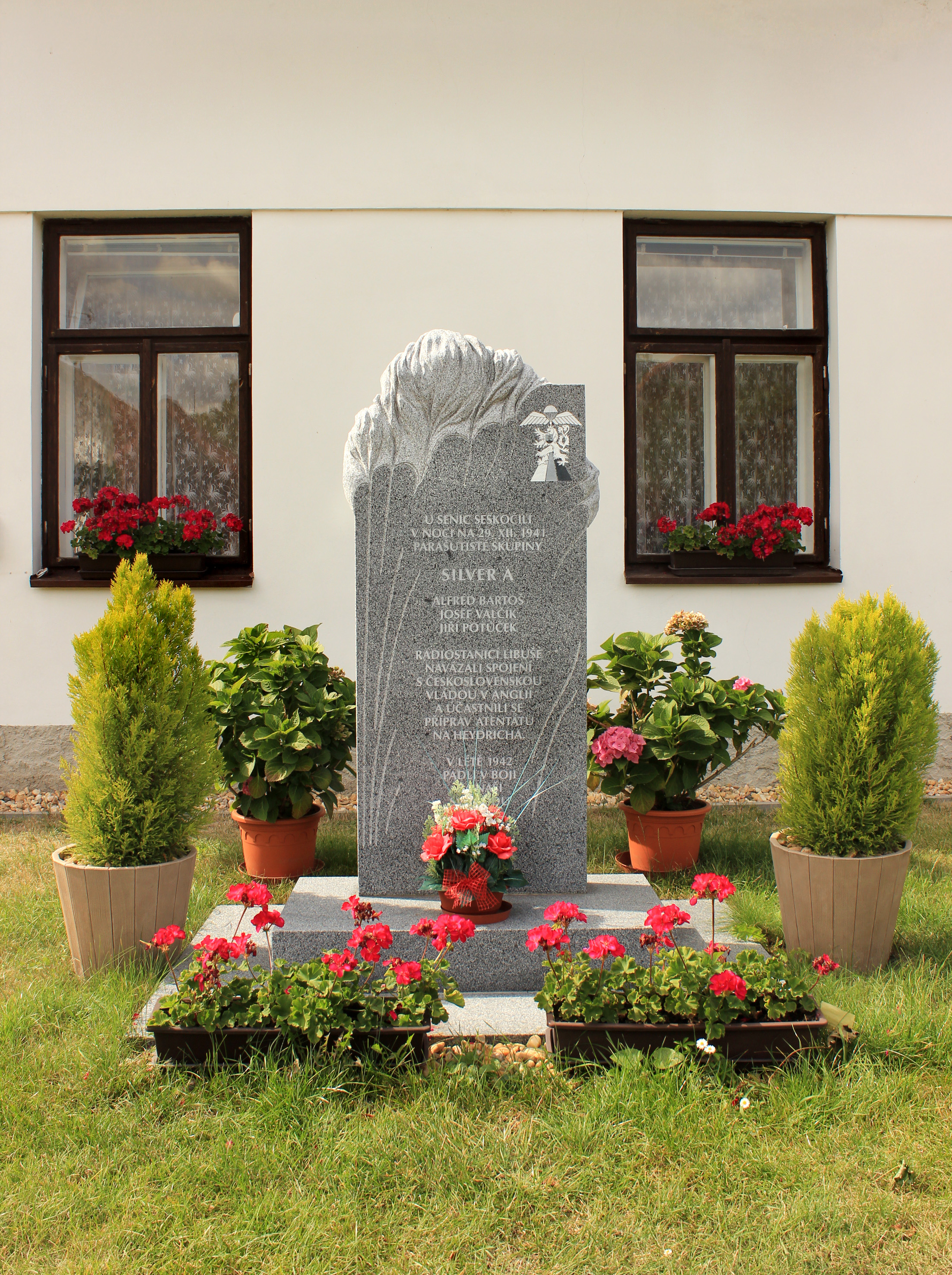
Památník Silver A v Senici

Původně měla být skupina Silver A vysazena v Protektorátu již v listopadu 1941, ale oba listopadové pokusy o výsadek selhaly kvůli meteorologickým a navigačním potížím nad Protektorátem. Ke třetímu pokusu Silver A odstartoval 28. prosince 1941 z letiště RAF Tangmere v bombardéru Handley Page Halifax Mk.II NF-V (ser. L9613) od 138. perutě RAF, který pilotoval F/O Ronald C. Hockey. S výsadkem Silver A letěly tentokrát i skupiny Anthropoid a Silver B. Seskok byl proveden po půlnoci 29. prosince 1941. Původně plánované místo výsadku Silver A se nacházelo poblíž obce Vyžice u Chrudimi, avšak kvůli nepřesnosti navigace seskočili u 40 km vzdálených obcí Podmoky a Senice u Poděbrad. Josef Valčík, který seskakoval z letadla jako poslední, ztratil po seskoku kontakt s oběma zbývajícími členy svojí skupiny. S velitelem Alfrédem Bartošem se setkal 31. prosince v Mikulovicích.

Během seskoku se jim také rozbila vysílačka. Ta se jim povedla opravit díky Ladislavu Řezníčkovi, který byl totálně nasazený v továrně Tesla v Pardubicích. Z ní během bombardování vynesl důležité elektronky, které skrze několik osob dodal členům výsadku.

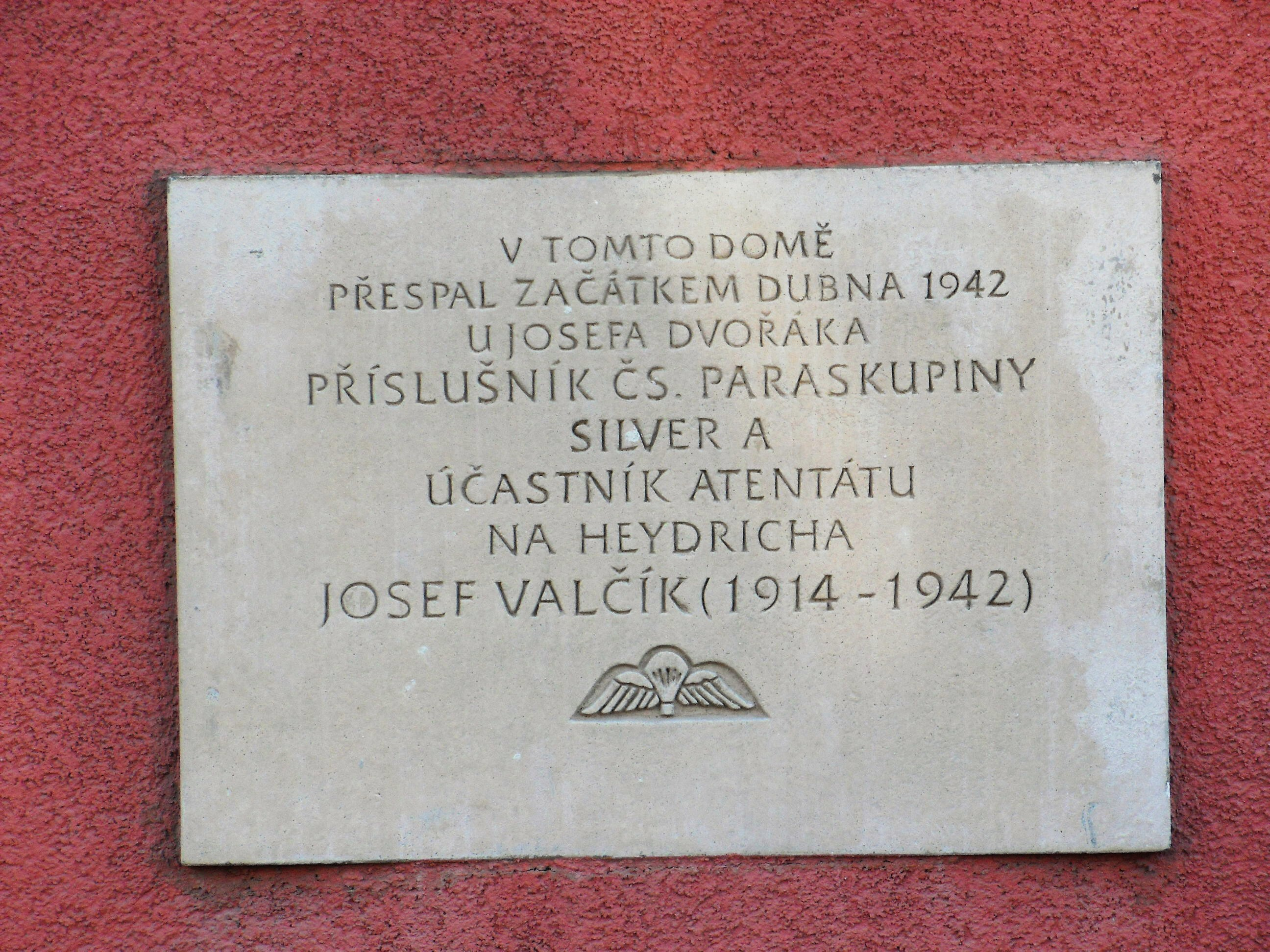
Pamětní deska Josefa Valčíka na náměstí Míru v Brně

Bartošovi se podařilo navázat kontakt s odbojáři (doc. Krajinou z ÚVODu, škpt. Morávkem a představiteli sokolské odbojové organizace JINDRA). V Pardubicích začala skupina budovat rozsáhlou síť spolupracovníků, která měla v době své největší aktivity více než 140 členů. Za pomoci jejích členů se podařilo zajistit několik ilegálních bytů a také oficiální zaměstnání pro Alfréda Bartoše a Josefa Valčíka. Josef Valčík pracoval jako číšník v hotelu Veselka.
Radiotelegrafista Potůček navázal spojení s Londýnem 15. ledna 1942 z lomu Hluboká u Miřetic. Protože hrozilo zaměření vysílačky, byla postupně přesouvána do rybářské výzkumné stanice na sádkách u Lázní Bohdaneč (z půdy domu na adrese Sádka 148) , Švandova mlýna v Ležákách a školy v Bohdašíně u Červeného Kostelce.

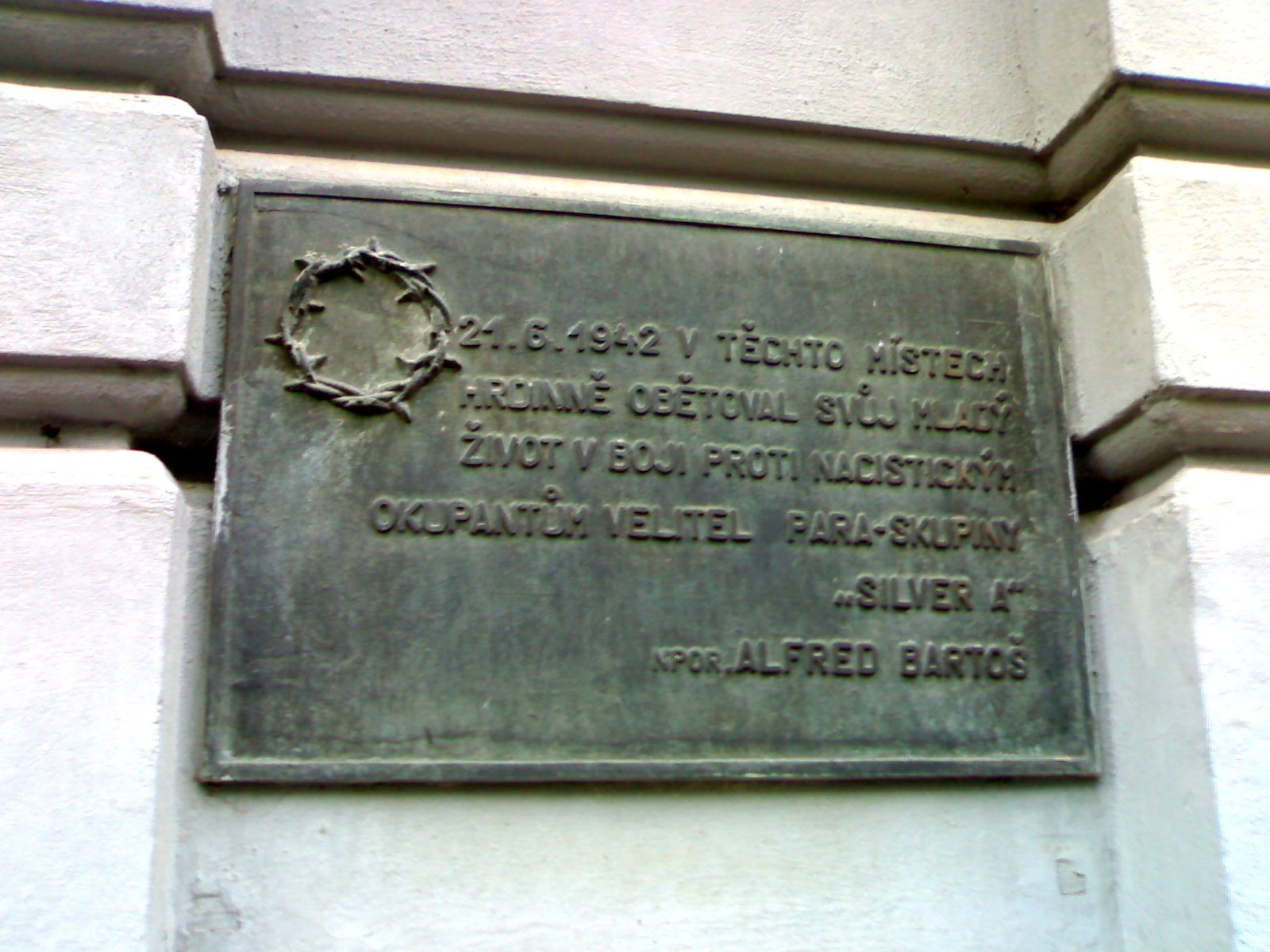
Pamětní deska na Smilově ulici v Pardubicích

Navázání spojení s Thümmelem prostřednictvím štkpt. Morávka se podařilo. V obci Lázně Bělohrad skupina zařídila záchytný bod pro ostatní parašutisty u knihaře Vojtíška. Tímto místem prošli později i další vysazení parašutisté. V březnu 1942 začalo hrozit skupině prozrazení. Josef Valčík dostal rozkaz odejít do Prahy, aby v akci Canonbury pomohl s naváděním bombardérů na plzeňskou Škodovku. Poté se připojil ke skupině Operace Anthropoid a pomáhal s přípravami atentátu na Heydricha.
Po atentátu se ukrýval se šesti dalšími parašutisty v kryptě pravoslavného kostela sv. Cyrila a Metoděje (pův. Karla Boromejského), kde po hrdinném boji proti mnohonásobné přesile spáchal sebevraždu 18. června 1942.
V polovině června (za heydrichiády) začalo zatýkání i na Pardubicku. Gestapu se podařilo zjistit adresy konspiračních bytů, které používal i Alfréd Bartoš. V jednom z těchto bytů nalezli i Bartošův archív, což vedlo k další vlně zatýkání a popravě většiny spolupracovníků (kromě např. manželů Václava Krupky a Hany Krupkové). Při svém návratu do již odhaleného bytu zjistil npor. Bartoš, že gestapu neunikne a na Smilově ulici obrátil zbraň proti sobě. Smrtelně se zranil, byl převezen do nemocnice, kde druhý den zemřel.

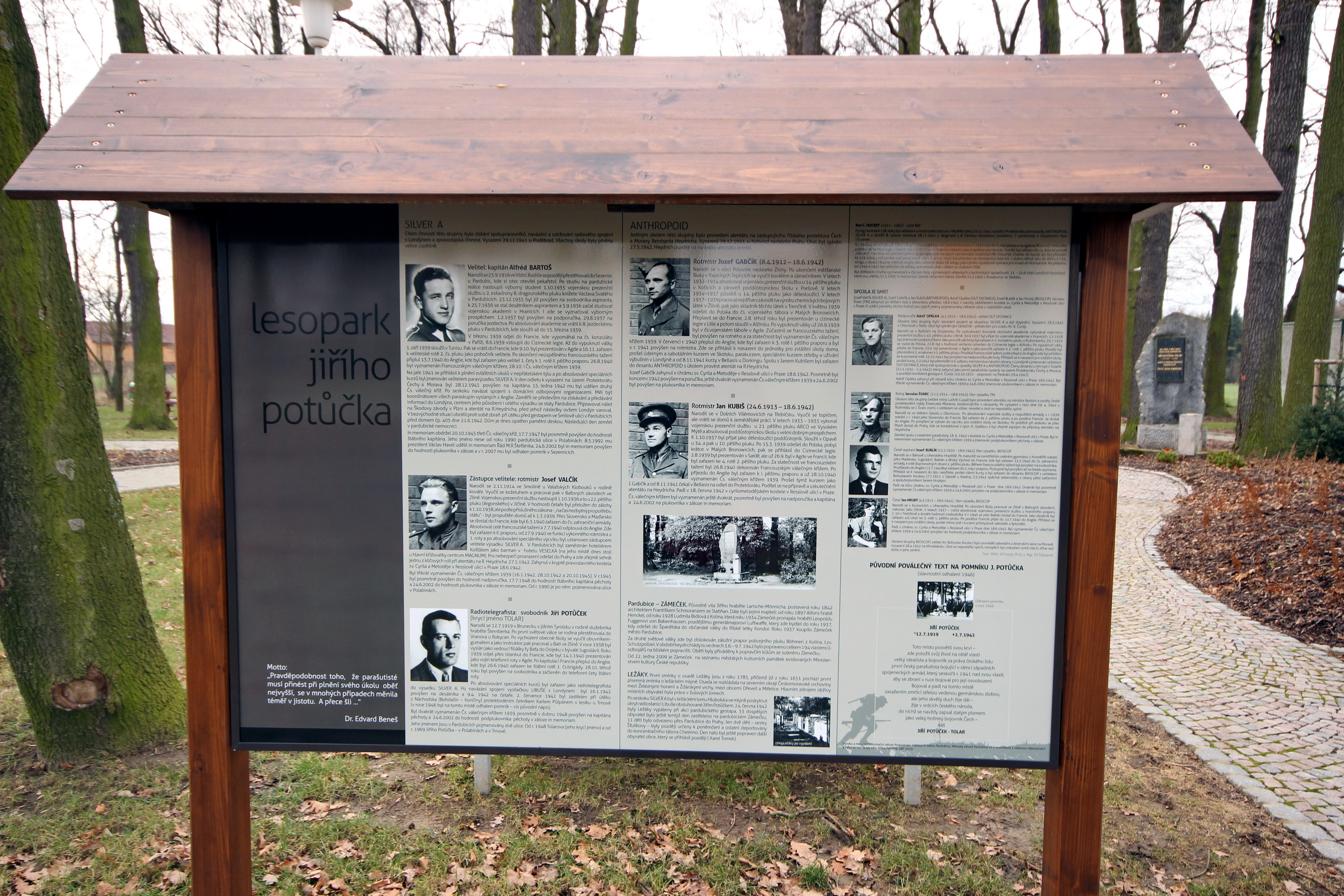
Lesopark Jiřího Potůčka v Pardubicích

Radista Jiří Potůček od poloviny dubna do poloviny května roku 1942 několikrát navštívil Josefa Schejbala ve škole v Malých Svatoňovicích. Na žádost Josefa Schejbala na kole převezl vysílačku a převedl radistu horník Antonín Němeček z Rosic nad Labem na Bohdašín. Obdobným způsobem převedl radistu a vysílačku z Bohdašína k hospodáři Antonínu Burdychovi na Končiny. Jiří Potůček z Bohdašína vysílal až do 26. června. V osadě Kostelecké Končiny u Červeného Kostelce se ukrýval u sedláka Antonína Burdycha. Gestapo na něj připravilo zátah 30. června 1942, ale Jiří Potůček se z obklíčení prostřílel a dal se na útěk. Hledal úkryt na několika adresách, ale byl všude odmítnut. Vyčerpaný usnul 2. července 1942 v křoví u obce Rosice nad Labem, kde byl ve spánku zastřelen českým četníkem Karlem Půlpánem.
V souvislosti s působením skupiny byla Němci 24. června 1942 vypálena osada Ležáky, popraveno 37 spolupracovníků skupiny z Pardubicka a 15 spolupracovníků z okolí Červeného Kostelce. Mezi popravenými byli i přítelkyně A. Bartoše Věra Junková a matka A. Bartoše Antonie Bartošová a také otec, matka, sedm sourozenců a pět dalších příbuzných J. Valčíka.

## Zhodnocení operace
Operace Silver A je hodnocena jako jedna z nejúspěšnějších operací vyslaných z Londýna. Skupina splnila veškeré úkoly, které jí byly uděleny. Její členové prokázali velkou statečnost a morální kvality.

## Film
Režisér Jiří Strach natočil v roce 2007 dvoudílný televizní film Operace Silver A s Klárou Issovou, Tatianou Vilhelmovou, Jiřím Dvořákem, Ivanem Trojanem a Davidem Švehlíkem v hlavních rolích. I přes to, že film získal několik ocenění, byl tvrdě kritizován účastníky protinacistického odboje.

## Galerie

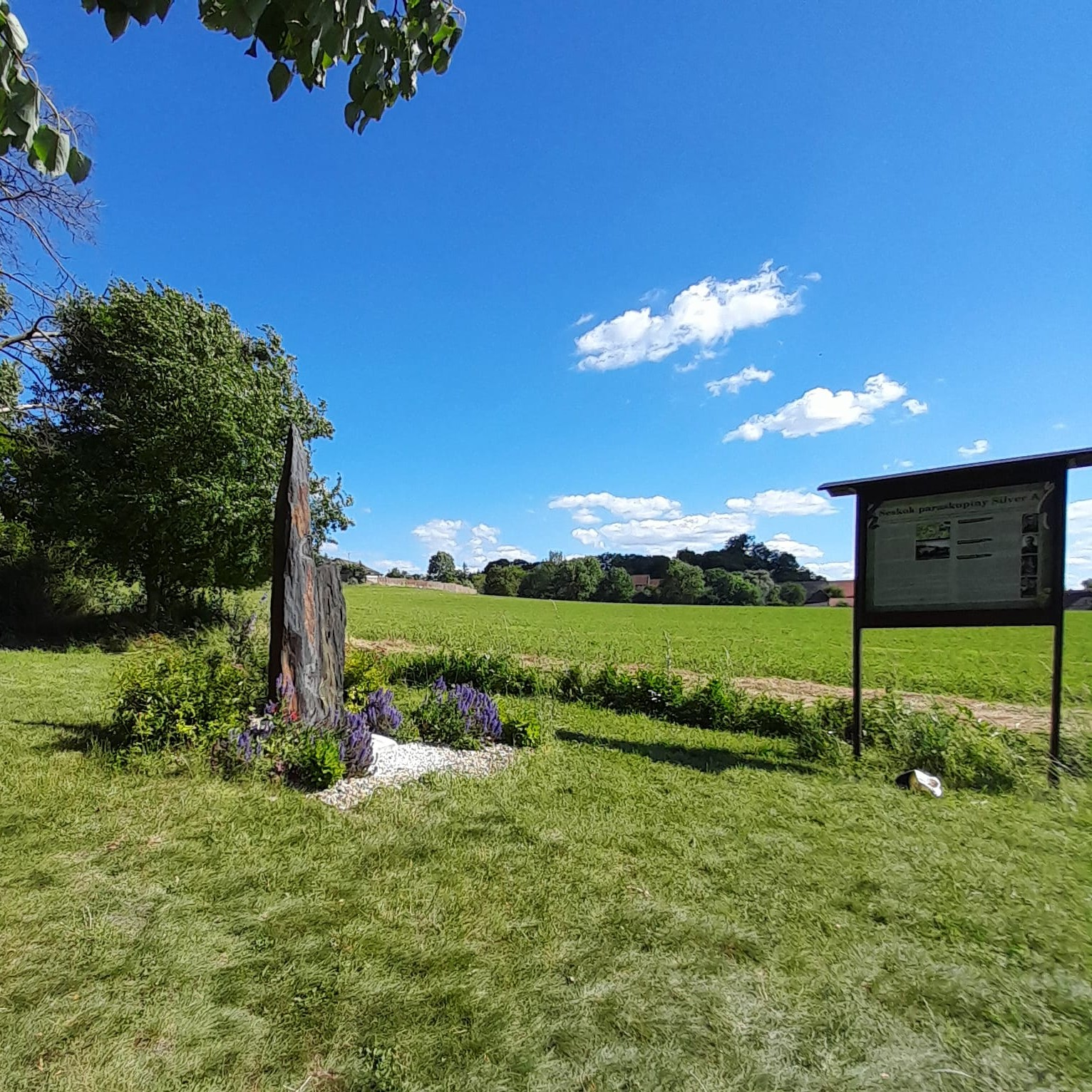
Památník v místě seskoku Alfréda Bartoše a Jiřího Potůčka, celkový pohled (Podmoky, okr. Nymburk)
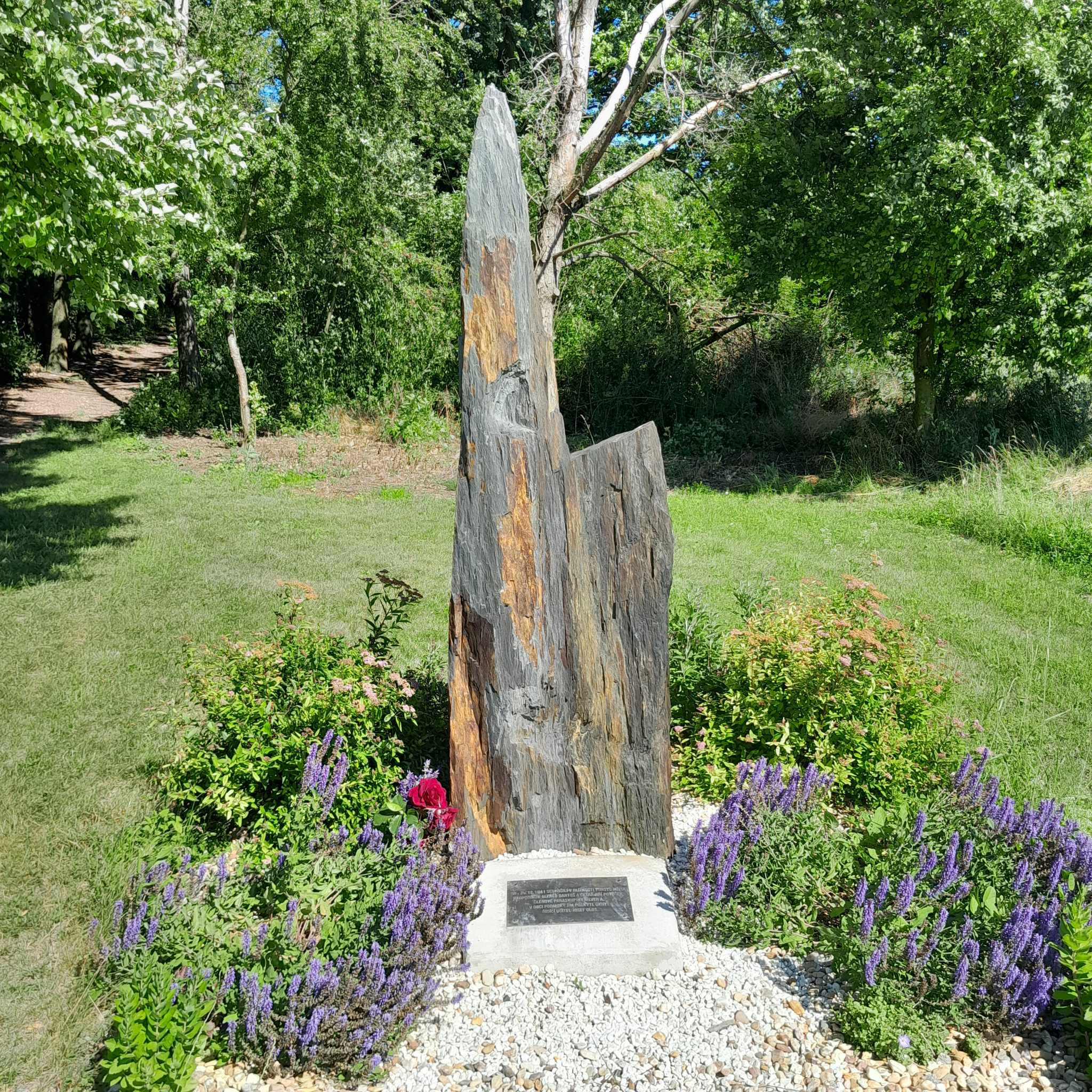
Památník v místě seskoku Alfréda Bartoše a Jiřího Potůčka (Podmoky, okr. Nymburk)
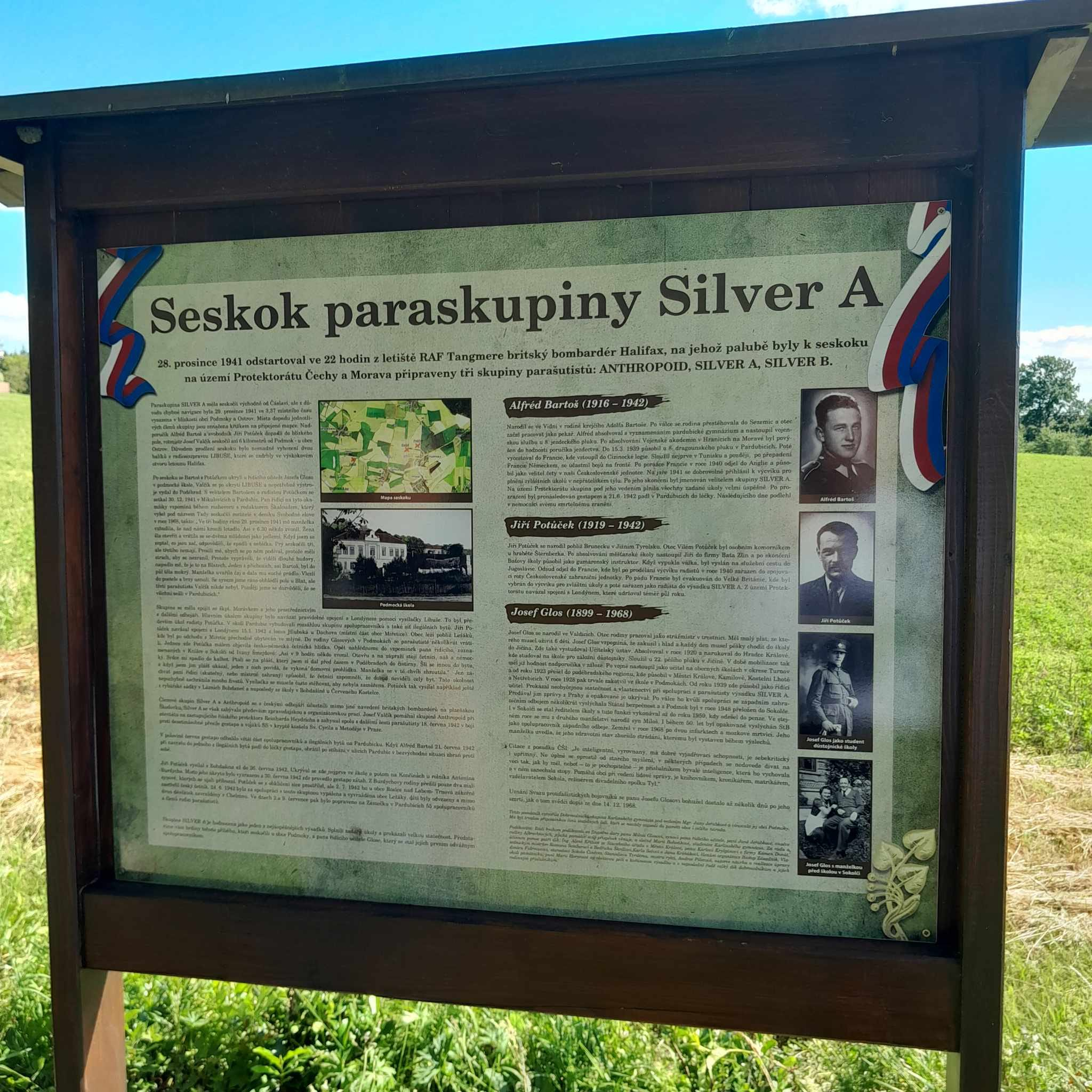
Informační tabule u památníku v místě seskoku Alfréda Bartoše a Jiřího Potůčka (Podmoky, okr. Nymburk)
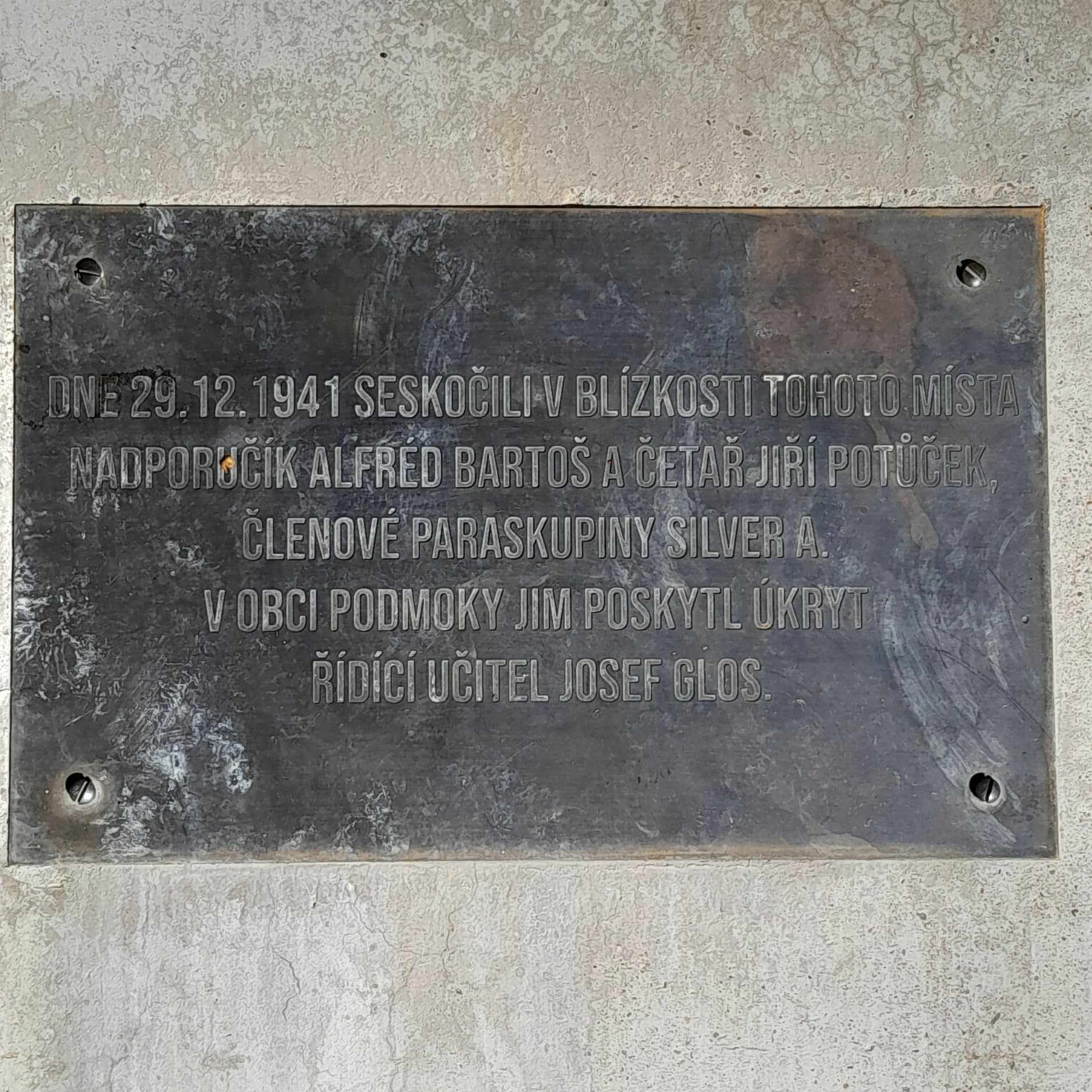
Pamětní deska na památníku v místě seskoku Alfréda Bartoše a Jiřího Potůčka (Podmoky, okr. Nymburk)
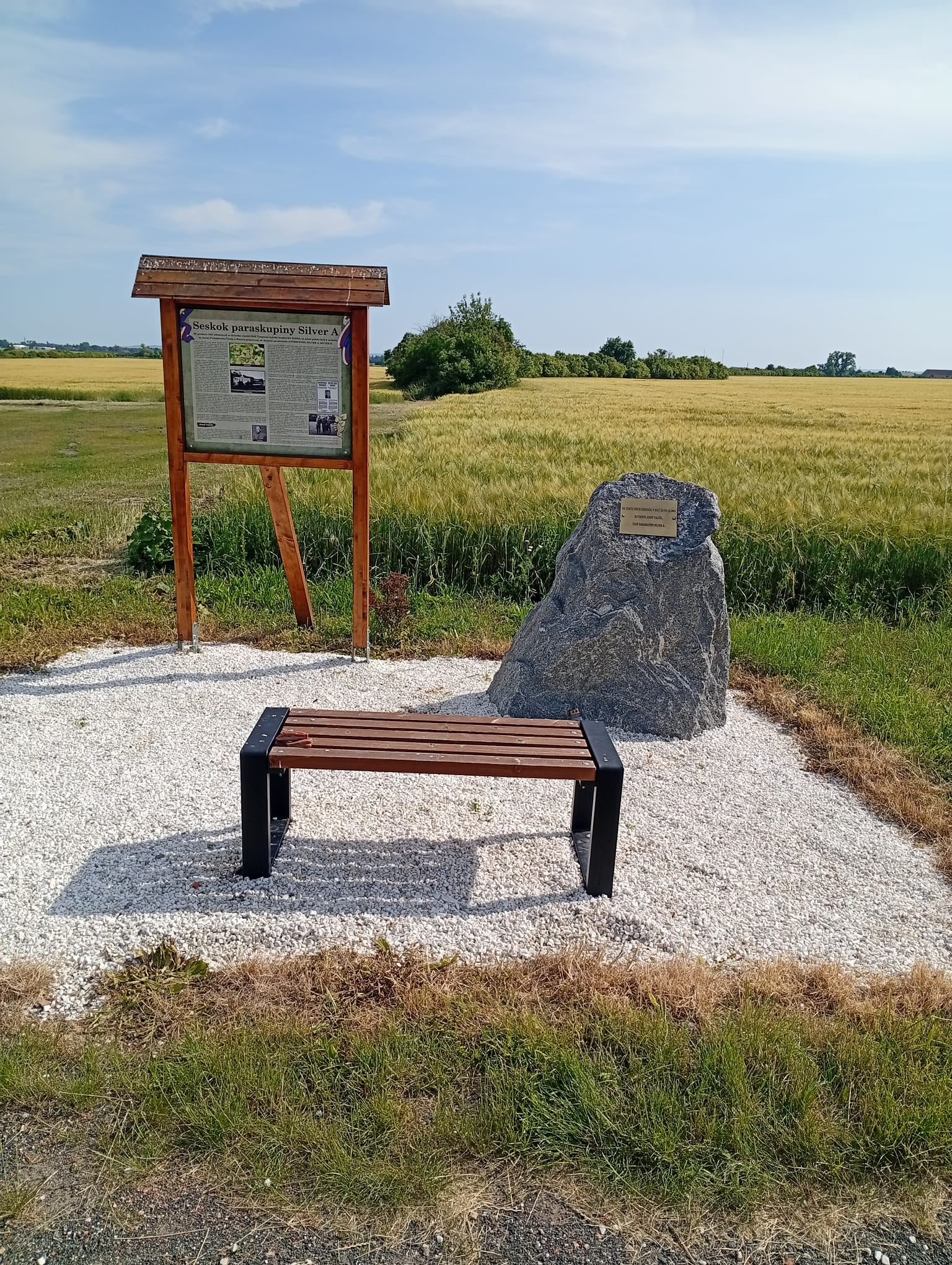
Památník v místě seskoku Josefa Valčíka (Ostrov, část obce Úmyslovice)
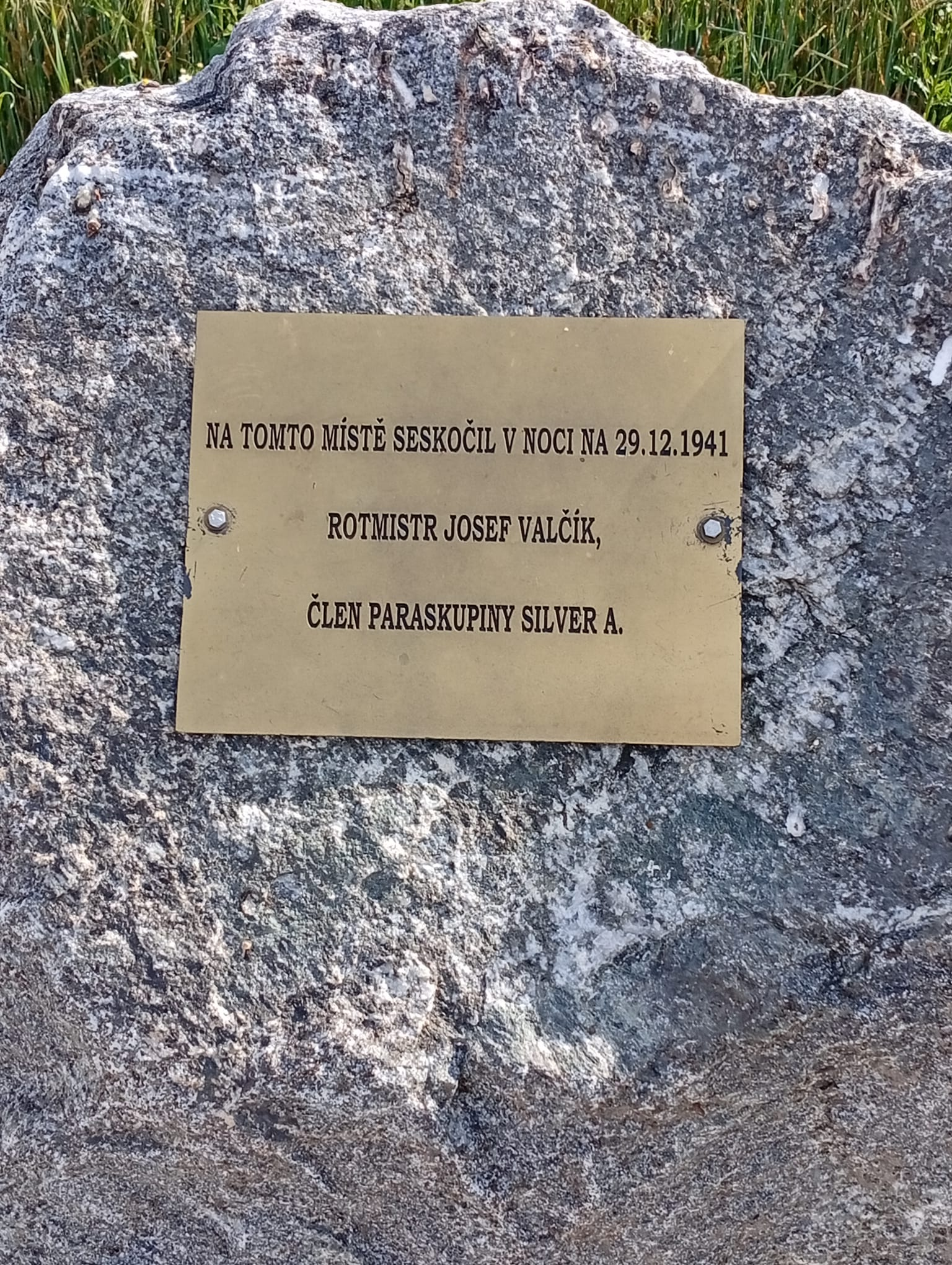
Pamětní deska na památníku v místě seskoku Josefa Valčíka (Ostrov, část obce Úmyslovice)
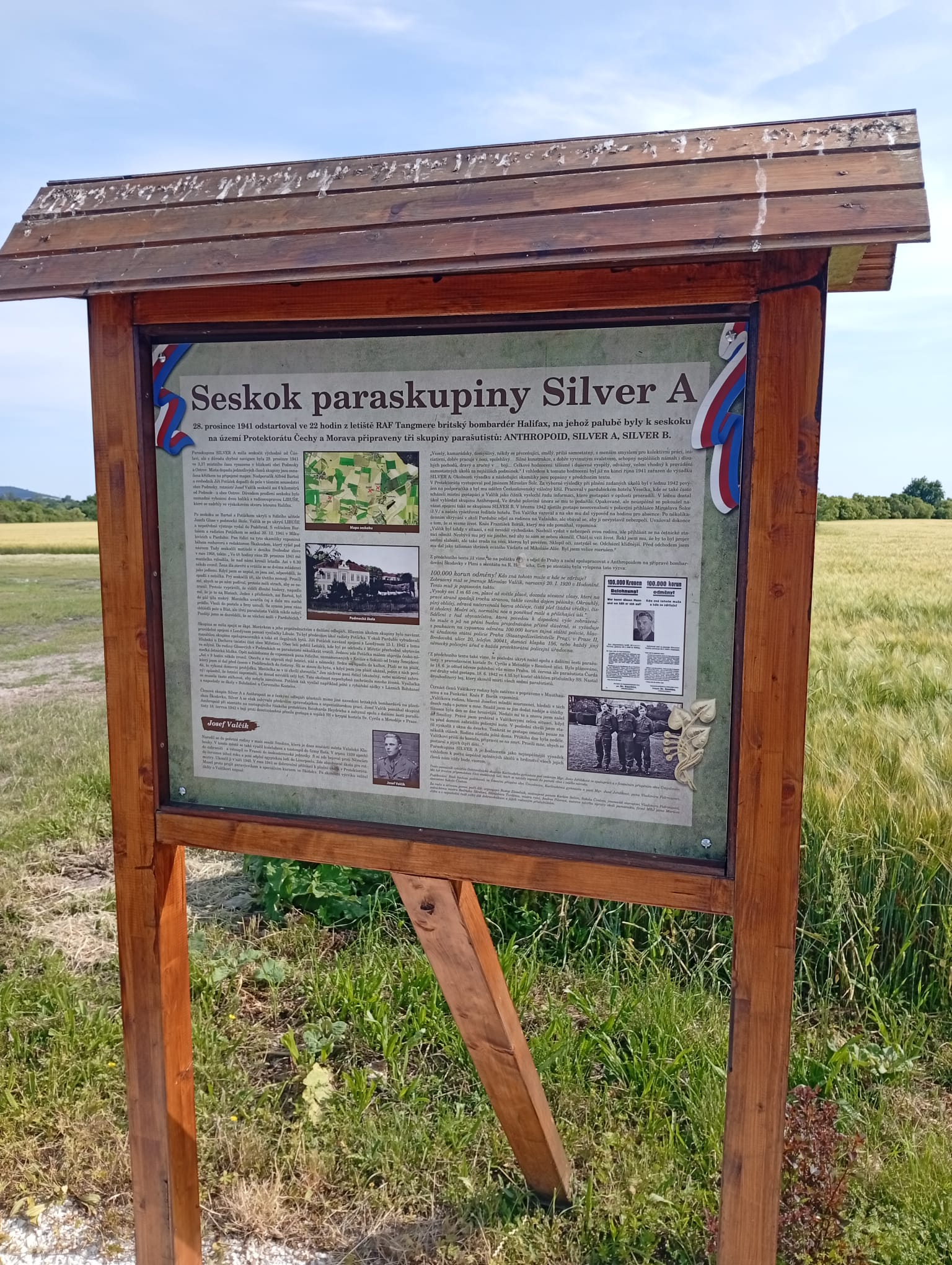
Informační tabule u památníku v místě seskoku Josefa Valčíka (Ostrov, část obce Úmyslovice)